# Зухрабкент
Зухрабкент (лезг. Зугьрабхуьр) — село в Сулейман-Стальском районе Дагестана. Входит в состав сельского поселения сельсовет Шихикентский.

## География
Расположено в 18 км к югу от райцентра села Касумкент.

## История
Село основал некий Зухраб и дал начало своему мирасу Зугьрабар.

## Население
| 1895 | 1926 | 1939 | 1970 | 1989 | 2002 | 2010 |
| ---- | ---- | ---- | ---- | ---- | ---- | ---- |
| 452  | ↘396 | ↗499 | ↘376 | ↘205 | ↗358 | ↘245 |
| 2021 |      |      |      |      |      |      |
| ↗423 |      |      |      |      |      |      |